# Злоякісна пухлина
Злоя́кісна пухли́на — патологічний процес, зумовлений неконтрольованим розмноженням клітин, інвазією та, іноді, метастазуванням. Залежно від типу тканини, клітини якої перетворились на злоякісні, розрізняють рак, саркому, лімфому та інші види злоякісних пухлин.

## Характеристика
Загальною характеристикою злоякісних пухлин є їхні виражені тканинні аплазія, атипізм (тобто втрата клітинами здатності до диференціювання із порушенням структури тканини, з якої розвивається пухлина), агресивне зростання з ураженням, як самого органу, так і інших прилеглих органів, схильність до метастазування, тобто до поширення клітин пухлини із током лімфи або крові по всьому організму з утворенням нових вогнищ пухлинного росту (метастазів) в багатьох органах, віддалених від первинної пухлини. За стрімкістю зростання, більшість злоякісних пухлин перевершують доброякісні та, як правило, можуть досягати значних розмірів у короткі терміни. Розрізняють також вид місцево деструктивних злоякісних пухлин, що ростуть з утворенням інфільтрату в товщі тканини, призводячи до її руйнування, але, як правило, не метастазують. До таких форм відносять, наприклад, базаліому шкіри.
Існує поверхневий пухлинно-специфічний антиген, поява якого пов'язується не з утворенням раковою клітиною яких-небудь нових білків, а із втратою нею частини поверхневої структури. Перешкодою до розпізнавання лімфоцитами є «слабка антигенність» багатьох спонтанних пухлин. Це може бути викликано дестабілізацією поверхневої мембрани клітин за злоякісного переродження. Антигенні детермінанти виявляються вільно плаваючими у «рідкій» мембрані й не можуть бути впізнаними відповідними лімфоцитами.
Основну роль у реакції неприйняття пухлинного трансплантата відіграють специфічні T-кілери, а також (на перших етапах) цитотоксичні антитіла Ig M. Взаємодія між лімфоцитом-кілером й клітиною здійснюється в три етапи:
- встановлення специфічного контакту між клітинами;
- летальний удар, який має назву «поцілунок смерті»;
- деструкція клітин-мішеней.

У цій реакції одна Т-клітина здатна завдати удару по декількох пухлинних клітинах. Foxp3 — транскрипційний чинник, регулюючий активність генів, які є відповідальними за диференціювання Т-клітин.
Аспекти взаємодії специфічних імунних сил та злоякісного новоутворення можна з'ясувати при дослідженні простої моделі, яка містить динаміку активних клітин пухлини {\displaystyle x} та лімфоцитів-кілерів {\displaystyle y}. Модель записується у вигляді:
{\displaystyle {\frac {dx}{dt}}=\mu _{x}x-\gamma _{x}xy,\quad \quad {\frac {dy}{dt}}=\mu _{y}(x-\beta x^{2})y-x_{y}y+v_{y}.}
Тут припускається, що клітини пухлини розмножуються зі сталою питомою швидкістю {\displaystyle \mu _{x},} обмеження швидкості росту пухлини відбувається через знищення злоякісних клітин лімфоцитами-кілерами ({\displaystyle \gamma _{x}xy}). Рівняння динаміки лімфоцитів містить член, який описує їх розмноження, {\displaystyle \mu _{y}(x-\beta x^{2})y.} У моделі припускається, що за малого {\displaystyle x} пухлина стимулює проліферацію лімфоцитів, а за великого — пригнічує. Два інших члени у другому рівнянні відповідають природній смерті лімфоцитів й сталому притокові попередників із «стовбурових клітин». Смерть лімфоцитів за взаємодії із пухлинними клітинами тут явно не враховується, оскільки припускається, що один лімфоцит може знищити декілька пухлинних клітин.
Вважаючи кількість пухлинного антигену {\displaystyle G} пропорційним числу клітин пухлини ({\displaystyle G=gx}), можна записати швидкість виробництва лімфоцитів в залежності від кількості антигену:
{\displaystyle ({\frac {dy}{dt}})_{+}={\bar {\mu }}_{y}yG(K_{G}+G)^{-1}={\bar {\mu }}_{y}yx(X_{0}+x)^{-1},\quad \quad X_{0}={\frac {K_{G}}{g}},}
де {\displaystyle {\bar {\mu }}_{y}} — коефіцієнт розмноження лімфоцитів за максимальної стимуляції ({\displaystyle G\rightarrow \infty }). Константа {\displaystyle K_{G}} характеризує антигенність пухлини: за {\displaystyle K_{G}} імунна відповідь є послабленою.
Можливість ракових клітин функціонувати в умовах низької концентрації глюкози вказує на їх високу спорідненість до неї. Відтак гормони надниркової залози (глюкокортикоїди), які стимулюють процеси глюконеогенезу, в організмі зі злоякісною пухлиною можуть пригнічувати імунні сили організму. Відтак проблемою онкоімунології є розробка ефективних методів імунотерапії злоякісних пухлин. Одним з таких методів є імунотерапія пухлин, заснована на ад'ювантній дії мікроорганізмів — представників різних видів Corynebacterium, Mycobacterium, Streptococcus тощо. Вони посилюють Т-кілерну активність.
Розгляньмо математичну модель боротьби за глюкозу. Ракові клітини мають здатність до швидшого перенесення молекул глюкози через мембрану. Це створює перевагу ракових клітин у конкурентній боротьбі з іншими клітинами організму за глюкозу. Пухлина дії як «пастка глюкози» (а також вітамінів, азотистих основ й інших метаболітів), конкуруючи зі здоровими клітинами за життєво важливі ресурси.
Вироблення глюкокортикоїдів у організмі пухлиноносця можна розглядати як інактивацію ними лімфоцитів. В умовах глюкозного голодування вироблення цих гормонів зростає; вони пригнічують лімфоїдну систему. Динаміка клітин пухлини {\displaystyle x} та лімфоцитів {\displaystyle y:}
{\displaystyle {\begin{matrix}{\frac {dx}{dt}}=\mu _{x}(S^{*})x-\gamma xy,\\{\frac {dy}{dt}}=\mu _{y}(S,x)y-x_{y}-\beta _{y}Zy+v_{y},\\\mu _{y}(S,x)=\mu _{y}(S)x(X_{0}+x)^{-1}.\end{matrix}}}
Член {\displaystyle -\beta _{y}Zy} описує загибель лімфоцитів при взаємодії із глюкокортикоїдами, концентрація яких позначена через {\displaystyle Z.} У цій моделі припускається залежність питомих швидкостей розмноження клітин від концентрації глюкози як лімітуючого субстрату. При цьому {\displaystyle \mu _{y}} залежить від концентрації глюкози у крові {\displaystyle S,} a {\displaystyle \mu _{x}} — від локальної концентрації біля пухлини {\displaystyle S^{*}.} Локальна концентрація може бути значно нижча від {\displaystyle S,} однак вона повинна бути пропорційна їй: {\displaystyle S^{*}=kS.} Можна припустити, що залежність швидкості репродукції від концентрації субстрату виражається законом Моно:
{\displaystyle \mu _{x}(S^{*})=\mu _{x}^{0}S^{*}(K_{x}+S^{*})^{-1},\quad \quad \mu _{y}(S)=\mu _{y}^{0}S(K_{y}+S)^{-1}.}
Константа Міхаеліса для пухлинних клітин {\displaystyle K_{x}} є на порядок меншою, ніж для нормальних клітин організму. Для особливо злоякісних (наприклад, асцистна карциноса Ерліха) ця відмінність досягає навіть трьох порядків: {\displaystyle K_{x}=0,0001} г/л проти {\displaystyle 0,5...1} г/л для клітин печінки.
Щоб замкнути модель, можна застосувати рівняння глюкозного балансу у організмі:
{\displaystyle {\frac {dS}{dt}}=-q_{x}(S)x-q_{y}(S)y-q_{W}(S)+R+\rho Z-f(S,P).}
Перші два члени описують споживання глюкози пухлиною та лімфоцитами, пропорційні швидкості прирощення їх біомаси ({\displaystyle q(S)} — питоме споживання). Наступний член — споживання глюкози іншими клітинами організму ({\displaystyle W} — маса організму, віднесена до об'єму крові — складає близько 7 % для людини, тому {\displaystyle W=1,4\cdot 10^{4}} г/л). Питоме споживання {\displaystyle q_{W}(S)} можна вважати пропорційним концентрації глюкози, оскільки насичення глюкозою відбувається за концентрацій, які перевищують норму принаймні вдвічі. Таким чином,
{\displaystyle q_{x}(S)=\alpha _{x}\mu _{x}(S),\quad \quad q_{y}(S)=\alpha _{y}\mu _{y}(S),\quad \quad q_{W}W=k_{S}S.}
Потреба організму у глюкозі у нормі складає {\displaystyle 5...7} мг/добу на 1 г маси тіла, або {\displaystyle q_{W}=6\cdot 10^{-3}} (доба)−1. Загальне споживання усього організму масою 70 кг тоді буде {\displaystyle q_{W}W=80...100} г/(л{\displaystyle \cdot }добу). Порівняймо це із цифрами швидкості споживання глюкози раковими клітинами карциноми Ерліха у сприятливих умовах (за {\displaystyle S^{*}\approx S_{0}}) та у реальних умовах ({\displaystyle S^{*}<<S_{0}}). Маємо, відповідно
{\displaystyle (q_{x})_{\mathrm {max} }=1,67\,{\text{мг}}({\text{хв}}\cdot {\text{г}})=2,4({\text{доба}})^{-1}} та {\displaystyle (q_{x})_{\text{реал}}=0,158\,({\text{доба}})^{-1}.}
Таким чином, навіть реальні швидкості, лімітовані низьким вмістом глюкози в асцитній рідині, майже у 30 разів перевищують питому швидкість споживання нормальної тканини.
Надходження глюкози ззовні (із харчами) {\displaystyle R} для зручності можна поділити на два члени: основний {\displaystyle k_{S}S_{0}} (споживаний потребами організму у нормі, та мале прирощення — відхилення від норми у ту чи іншу сторону):
{\displaystyle R=k_{S}S_{0}(1+r).}
Член {\displaystyle \rho Z} представляє синтез глюкози (глюконеогенез), пропорційний концентрації глюкокортикоїдів {\displaystyle Z.} Та функція {\displaystyle f(S,P)} описує запасання глікогену {\displaystyle P} за надлишку глюкози у крові та зворотний процес — розщеплення глюкогену із утворенням глюкози за її недостачі.

## Історія
Вперше злоякісні пухлини були описані в єгипетському папірусі приблизно в 1600 році до н. е. У папірусі розповідається про кілька форм раку молочної залози і повідомляється, що від цієї хвороби немає лікування. Назва «рак» походить від введеного Гіппократом (460—370 до н. е.) терміна «карцинома» на позначення злоякісної пухлини з перифокальним запаленням. Її форма нагадує зовні краба. Гіппократ описав кілька видів раку, а також запропонував термін oncos. Римський лікар Авл Корнелій Цельс (лат. Aulus Cornelius Celsius) в першому столітті до н. е. запропонував на ранній стадії лікувати рак видаленням пухлини, а на пізніх — не лікувати взагалі. Він переклав грецьке слово carcinos на латину: лат. cancer — рак. Також античний медик Клавдій Гален використовував слово oncos для опису всіх пухлин, що і дало сучасний корінь слову онкологія.
В Україні ще 1920 року були засновані Харківський науково-дослідний інститут медичної радіології та Київський рентгено-радіологічний та онкологічний науково-дослідний інститут. Останній опрацював багато питань рентгенології та радіобіології, методики діагностики та комплексного лікування злоякісних пухлин.
Щорічно 4 лютого відзначають Всесвітній день боротьби проти раку, встановлений «Міжнародним союзом по боротьбі з онкологічними захворюваннями». Також 15 лютого оголошено Всесвітнім днем онкохворої дитини.

## Етіологія та патогенез
Сучасній медицині відома велика кількість факторів, здатних запустити механізми канцерогенезу. Речовини або фактори довкілля, що володіють такою властивістю, називають канцерогенами.
- Хімічні канцерогени — до них відносять різні групи поліциклічних та гетероциклічних ароматичних вуглеводнів, ароматичні аміни, нітрозосполуки, афлатоксини, а також вінілхлорид, метали, пластмаси тощо. Їх загальною характеристикою є здатність вступати в реакцію з ДНК клітин, тим самим спричиняючи їхнє злоякісне переродження.
- Канцерогени фізичної природи — це різні види іонізуючого випромінювання (α-, β-, γ-випромінення, рентгенівські промені).
- Біологічні фактори канцерогенезу — це різні типи вірусів — герпесвірус людини 4-го типу — вірус Епштейна-Барр (лімфома Беркітта), герпесвірус людини 8-го типу (саркома Капоші), вірус папіломи людини (рак шийки матки), віруси гепатитів B і C (гепатоцелюлярна карцинома), які несуть у своїй структурі специфічні онкогени, які сприяють модифікації генетичного матеріалу клітини з їх подальшою малігнізацією.
- Гормональні фактори — деякі типи гормонів людини (наприклад, статеві гормони) можуть спричинювати злоякісне переродження тканин, чутливих до дії цих гормонів (рак молочної залози, рак яєчка, рак передміхурової залози).
- Генетичні фактори — до розвитку злоякісних новоутворень можуть призводити різноманітні молекулярні та генетичні аномалії, зокрема мутації, делеції, перестановки генів тощо. Генетичні аномалії можуть виникати спорадично або передаватись спадково (наприклад мутація в прото-онкогені RET, що призводить до розвитку медулярної карциноми щитоподібної залози).

В цілому впливаючи на клітину, канцерогени спричинюють певні порушення її структури і функції (особливо ДНК), що називають ініціацією. Пошкоджена клітина таким чином набуває виражений потенціал до малігнізації. Повторний вплив канцерогену (того ж, що викликав ініціацію, або будь-якого іншого) призводить до незворотних порушень механізмів, які контролюють розподіл, ріст і диференціювання клітин, в результаті яких клітина набуває ряд здібностей, не властивих нормальним клітинам організму — промоція.
Зокрема, пухлинні клітини набувають здатності до безконтрольного поділу, втрачають тканиноспецифічну структуру та функціональну активність, змінюють свій антигенний склад тощо. Зростання пухлини (пухлинна прогресія) характеризується поступовим зниженням диференціювання і збільшенням здатності до безконтрольного поділу, а також зміною взаємозв'язку «пухлинна клітина — організм», що призводить до утворення метастаз. Метастазування відбувається переважно лімфогенним шляхом (тобто із током лімфи) в регіонарні лімфатичні вузли, або ж гематогенний шляхом (з током крові) з утворенням метастазів у різних органах (легені, печінка, кістки тощо).
Ознаки злоякісних пухлин:
- Пухлинні клітини характеризуються втратою диференціювання, спрощенням і атиповістю будови.
- Швидкий ріст пухлини, що спонтанно не зупиняється, мимовільна регресія таких пухлин не відома.
- Інвазивний ріст — інфільтрують навколишні тканини.
- Зазвичай дають метастази.
- При відсутності ефективного лікування призводять до смерті.[6]

## Діагностика

### TNM класифікація
TNM класифікацію запропонував 1952 року Міжнародний союз проти раку (англ. Union for International Cancer Control (UICC)). Дана класифікація використовує числове позначення різних категорій на позначення поширення пухлини, а також наявності або відсутності локальних та віддалених метастазів. Зазвичай застосовують для клінічної характеристики злоякісних пухлин. Останню редакцію TNM видали в 2017 році.

##### T— tumor
Від лат. tumor — пухлина. Описує та класифікує основне розташування пухлини:
- Tis або T0 — так звана пухлина «in situ» — тобто пухлина в межах однієї тканини.
- T1-4 — позначає різний ступінь розвитку (поширення) пухлини. Для кожного з органів існує окрема розшифровка кожного з індексів.
- Tx — практично не використовують. Виставляють тільки на час, коли виявлені метастази, але не виявлено основне вогнище.

##### N— nodulus
Від лат. nodulus — вузлик. Описує і характеризує наявність метастазів суто у лімфатичні вузли:
- Nx — виявлення регіонарних метастазів не проводили, їх наявність невідома.
- N0 — метастазів не виявлено при проведенні дослідження (з метою виявлення метастазів).
- N1 — виявлені регіонарні метастази у лімфатичні вузли.
- N2 — виявлені метастази виявлені у віддалені лімфатичні вузли.
- N3 — виявлені метастази у регіонарні та віддалені лімфатичні вузли. Однак на практиці не використовують, бо у 99,99 % випадків N2 означає, що метастази є і в регіонарні лімфовузли.

##### M— metastasis
Наявність метастазів (нових вогнищ пухлини) в інших органах та системах:
- Mx — наявні клінічні ознаки, але інші методи досліджень не підтверджують наявність метастазів; виявлення віддалених метастазів не проводили, їх наявність невідома.
- M0 — віддалених метастазів не виявили при проведенні усіх можливих досліджень (з метою виявлення метастазів).
- M1 — виявлені метастази в інших органах і системах.

##### P— penetration
Гістологічний критерій, який характеризує глибину вростання пухлини в стінку порожнистого органа
Р1 — інфільтрує слизову оболонку
Р2 — слизову і підслизову
Р3 — розповсюджується до субсерозного шару
Р4 — інфільтрує серозну оболонку і виходить за межі органа.

##### G— gradus
Ступінь злоякісності за рівнем диференціації клітин пухлини
G1 — низька (високодиференційовані пухлини)
G2 — середня (середньодиференційовані пухлини)
G3 — висока (недиференційовані пухлини)

### Додаткові символи

##### Y
Y — означає підтвердження пухлини на момент обстеження. Цей індекс записують до системи TNM, як префікс: yTNM.

##### R— recidere
R з лат. recidere - рецидив, означає рецидив пухлини.

##### А
Префікс «А» вказує на те, що пухлини знайшли після аутопсії.

### Обов'язкові символи

##### L— lymphatic system
Символ L вказує на те, що інвазія пухлини є в лімфатичних шляхах:
- Lx — інвазію неможливо оцінити;
- L0 — немає ознак того, що інвазії пухлини потрапили до лімфатичних судин;
- L1 — є ознаки пухлинної інвазії в лімфатичних судинах.

##### V— vena
V від лат. vena — вена, вказує на інвазії пухлини у венозних судина:
- Vx — інвазії пухлини у вени неможливо визначити;
- V0 — немає наявності пухлинних інвазій у венах;
- V1 — мікроскопічна інвазія пухлинних клітин у просвіті вени;
- V2 — макроскопічна інвазія пухлинних клітин у просвіті вени.

##### Pn— perineural
Pn з лат. perineural — периневральна інвазія пухлини:
- Pnx — периневральну інвазію неможливо визначити;
- Pn0 — немає наявності периневральної інвазії;
- Pn1 — наявна периневральна інвазія.

##### C-фактор— certainty factor
С-фактор показує наявність пухлини завдяки діагностиці, поділяється на:
- С1 — доведено класичними діагностичними методами: огляд, пальпація, стандартна рентгенографія, ендоскопія;
- С2 — доведено спеціальними методами діагностики: КТ, МРТ, УЗД, ПЕТ, ангіографія, бронхографія, лімфографія, біопсія, сцинтиграфія тощо;
- С3 — доведено, після діагностичних хірургічних втручань;
- С4 — доведено після радикального хірургічного втручання і патогістологічного дослідження видаленого макропрепарату;
- С5 — доведено після аутопсії.

### Гістологічна класифікація
Міжнародна Класифікація Онкологічних Захворювань (МКЗ-О) є міжнародним стандартом із питань злоякісних пухлин. З гістологічної точки зору існує понад 100 різновидів злоякісних пухлин, МКЗ-О згрупувало їх в 6 головних категорій:
- Карцинома — злоякісна пухлина, яка розвивається із епітеліальних клітин;
- Саркома — злоякісна пухлина, яка походить з сполучної тканини. Саркома відрізняється не тільки за тканиною, з якої вони утворюються, а й ще тим, що саркома не прив'язана до органів, в той час як карцинома — так;
- Мієслома — злоякісна пухлина, яка виникає із злоякісних плазмоцитів. Заражені плазмоцити можуть виділити злоякісні клітини, які надалі приведуть до утворення злоякісної пухлини — плазмоцитоми. Заражені плазмоцити у кістковому мозку або в м'яких тканинах можуть утворювати скупчення — це і є плазмоцитома, коли цих скупчень декілька, тоді це мієслома[10];
- Лейкемія — рак крові. При лейкемії незрілі клітини крові у кістковому мозку перетворюються на рак. Ці клітини не виконують своєї природної ролі, а натомість починають витісняти здорові клітини крові. Лейкоцити найсхильніші перетворитися на рак, але тромбоцити і еритроцити теж можуть перетворитися на рак, але не так часто, як лейкоцити[11];
- Лімфома — злоякісна пухлина, яка виникає із лімфоцитів. Є 2 основних типи лімфом: лімфома Ходжкіна і неходжкінської лімфоми[12]. Лімфома Ходжкіна виникає тоді, коли розростаються клітини Ріда-Штернберга і їх видно під мікроскопом[13]. Неходжкінська лімфома виникає, коли організм виділяє надто багато лімфоцитів. При цій хворобі, заражені лімфоцити не вмирають, а нові лімфоцити продовжуються утворюватися. Таким чином, їх кількість зростає[14]. Неходжкінська лімфома частіше зустрічається, ніж лімфогранулематоз[15];
- Змішані форми. Вони являють собою об'єднання двох і більше вище перерахованих категорій, наприклад[16]:
  - Карциносаркома (суміш карциноми + саркома);
  - Аденосквамозний рак. Є рідкісною формою раку, яка складається із двох основних типів злоякісних клітин (аденокарцинома + плоскоклітинний рак);
  - Тератокарцинома — форма злоякісної тератоми, часто виникає в чоловічих яєчках[17].

## Поширення пухлини
Злоякісна пухлина поширюється у тілі в декілька етапів:
1. Ріст або вторгнення злоякісних клітин біля здорових клітин;
2. Рух злоякісних клітин у лімфатичні вузли чи кровоносні судини;
3. Переміщення по лімфатичній системі чи кров'яному руслі до інших частин тіла;
4. Зупинка у малій кров'яній чи лімфатичній судині, після чого, клітини починають рухатися до близьких до них тканин;
5. Ріст у цій тканині допоки не утвориться крихітна пухлина;
6. Клітини починають виділяти фактор росту, який стимулює утворення капілярної сітки навколо новоутвореної пухлини, що забезпечує їй кращу трофіку.

## Епідеміологічна динаміка

Рівень смертності від раку на 100 000 населення 2004 року, за країнами. Жовте — до 55 осіб, червоне — більше 305 людей.

Захворюваність на злоякісні пухлини безперервно зростає. Щорічно у світі реєструється близько 6 мільйонів нових випадків захворювання злоякісними пухлинами. Найвища захворюваність серед чоловіків відзначена у Франції (361 осіб на 100 000 населення), серед жінок — у Бразилії (відповідно 283,4 на 100 000 осіб). Частково це пояснюється старінням населення.
Більшість ракових пухлин розвивається в осіб старших за 50 років, а кожен другий онкологічно хворий старший за 60 років. Найчастіше уражаються передміхурова залоза та легені у чоловіків і молочна залоза у жінок. Смертність від онкологічних захворювань у світі посідає друге місце після захворювань серцево-судинної системи. Навіть в економічно успішних європейських країнах щорічно від онкозахворювань помирають 837 тис. осіб і реєструється близько 4 млн нових випадків захворювання.
За прогнозами Всесвітньої організації охорони здоров'я, до 2020 року онкохвороби можуть вийти на перше місце, а за даними Американської асоціації госпіталів — це повинно було статися вже 2019 року.

### Становище в Україні
Нині кожний 270 українець має діагноз злоякісного новоутворення, кожен 50-тий українець хворів чи хворіє певним онкологічним захворюванням. За останні 10 років кількість хворих збільшилася на 25 % і продовжує зростати на 2,6-3 % на рік, ця тенденція також супроводжується «омолодженням» злоякісних новоутворень. Щороку в Україні виявляють понад 160 тисяч нових випадків злоякісних новоутворень, майже 100 тисяч жителів вмирають від них, причому 35 % померлих — особи працездатного віку. Кожну годину реєструють більше 20 нових випадків захворювання, а 10 мешканців України помирають від злоякісних пухлин.
За дослідженнями та розрахунками фахівців, до 2020 року кількість уперше захворілих на злоякісне новоутворення в Україні перевищить 200 тисяч на рік. На 2004 рік рівень онкозахворюваності в цілому по Україні становив 325 на 100 тисяч населення, у м. Севастополі, Кіровоградській, Полтавській, Одеській та Запорізькій областях цей показник сягнув 365—475 на 100 тисяч населення. Що стосується показників смертності від онкологічних захворювань, то кожен другий-третій онкохворий в Україні вмирає в перший рік хвороби, що в 2-10 разів перевищує аналогічний показник в розвинених країнах. У той же час, близько 5 % людей з встановленим діагнозом злоякісної пухлини відмовляються від лікування через брак коштів.